# Triebelina reticulopunctata
Triebelina reticulopunctata är en kräftdjursart som beskrevs av Benson 1959. Triebelina reticulopunctata ingår i släktet Triebelina och familjen Bairdiidae. Inga underarter finns listade i Catalogue of Life.